# Alturas do Barroso e Cerdedo
Alturas do Barroso e Cerdedo ist eine portugiesische Gemeinde (Freguesia) im Kreis (Concelho) Boticas im Norden Portugals.

## Geschichte
Die Gemeinde entstand im Zuge der Gebietsreform vom 29. September 2013 durch die Zusammenlegung der ehemaligen Gemeinden Alturas do Barroso und Cerdedo. Alturas do Barroso wurde Sitz der neuen Verwaltung.

## Demographie
| Freguesia | Freguesia                    | Freguesia | Freguesia       | ehemalige Freguesias | ehemalige Freguesias | ehemalige Freguesias | ehemalige Freguesias |
| --------- | ---------------------------- | --------- | --------------- | -------------------- | -------------------- | -------------------- | -------------------- |
| Wappen    | Freguesia                    | Einwohner | Fläche in (km²) | Wappen               | Freguesia            | Einwohner            | Fläche in (km²)      |
|           | Alturas do Barroso e Cerdedo | 389       | 56,64           |                      | Alturas do Barroso   | 399                  | 32,76                |
|           | Alturas do Barroso e Cerdedo | 389       | 56,64           | Cerdedo              | 141                  | 23,87                |                      |